# فرخانة

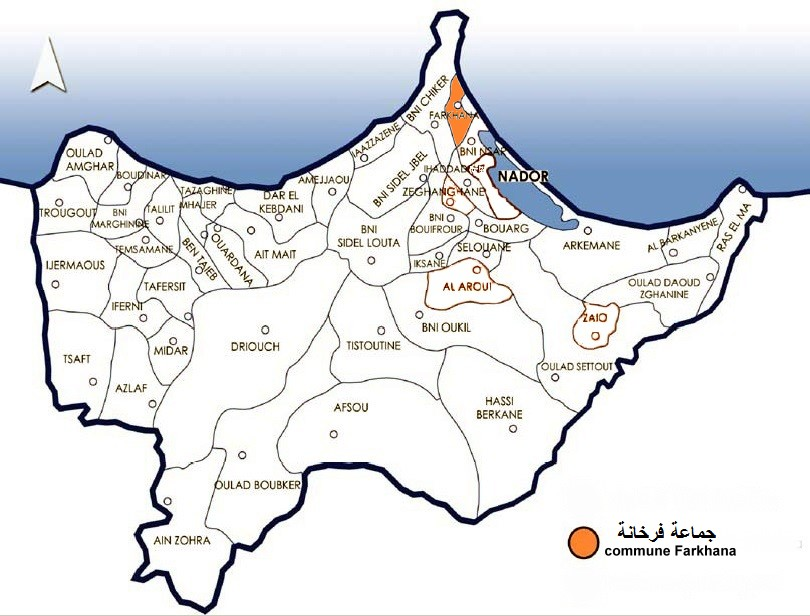
خريطة تموقع جماعة فرخانة

مركز فرخانة من بين مراكز الجماعة الحضرية لبني انصار ومقر المقاطة الحضرية الأولى تابعة لفخذ مزوجة أحد أفخاذ قبيلة قلعية الريفية الأمازيغية بإقليم الناظور. تحد شمالا وغربا بجماعة بني شيكر، جنوبا بمدينة بني انصار، أما شرقا فتحد بمدينة مليلية والبحر الأبيض المتوسط. ويبلغ عدد سكان الجماعة حوالي 20433 نسمة حسب إحصاء سنة 2004. منهم 9439 نسمة في الوسط القروي و 10994 نسمة في مركز فرخانة.

## قرى ودواوير الجماعة
من بين القرى والدواوير المكونة لمركز فرخانة نجد:
- إياسينن،
- اجوهراثن
- إشاويين،
- إهوشنن،
- إقجوعن،
- إزمانيين،
- كوركو،
- مولاي بوشتا،
- آيث حمو يشو،
- سيدي امحمد،
- ثيغورفثين،
- ثسمغين،
- اعمرانن (عمرانة)،
- اعوططن،
- إشريقن
- اولادسالم
- ابوعنانن،
- اكهوسن
- امنصار
- اعزوزن
- احجيون
- ايت يخرف
- اعصفار
- ارحيانن
- ارحام
- مولاي بوشتى
- ثداث المخزن (الدار المخزن